# TAATU
TAATU (voluit TAATU World) was een virtuele gemeenschap voor kinderen van 10 tot 19 jaar, maar was toegankelijk voor alle leeftijden. Het was een online chatroom waar mensen in verschillende kamers naar muziek konden luisteren en met elkaar konden praten.
Het van oorsprong Belgische spel werd gefinancierd door business angels en werd opgericht in januari 2005. Op 21 december 2005 werd de website officieel toegankelijk voor het grote publiek. De website was ontwikkeld met Joomla!, om het spel daadwerkelijk te betreden was Flash Player nodig. Binnen vier weken hadden 30.000 spelers zich geregistreerd, waarvan de helft uit België. Kort na de opening werd in 2006 een Nederlandstalig deel aan de site toegevoegd, gevolgd door ondersteuning voor de Engelse taal in 2008. Frankrijk, België, Nederland, het Verenigd Koninkrijk en de Verenigde Staten hadden ieder een eigen versie van het spel.
Hoewel het een community van trouwe gebruikers had, werd het geen financieel succes. Om deze reden werd in 2010 het Nederlandse deel gesloten en de werving van nieuwe leden gestaakt. Eind 2011 werden ook de Frans- en Engelstalige versies van het spel gesloten, waarna enkel het forum nog te bereiken was tot de zomer van 2012.
In 2014 kwam een groepje fans met een exacte kopie van het spel, genaamd Smalies. Deze was enkel in het Frans beschikbaar maar wist wel spelers te trekken. In 2015 werd de website alweer offline gehaald. Op het internet verschenen vervolgens hulpmiddelen om eigen privé servers voor het spel op te starten. Het openbaar gebruik van deze servers en originele beeldbestanden maakt echter inbreuk op de auteursrechten van de oorspronkelijke website.

## Gameplay
De TAATU-wereld bestond uit verschillende openbare ruimten zoals discotheken waar spelers naar samen naar muziek konden luisteren of bioscopen waar filmtrailers bekeken konden worden. Naast de publiek toegankelijke ruimtes hadden spelers ook de mogelijkheid om een loft te creëren. Voor de inrichting van deze loft moest echter betaald worden met TATs of credits. TATs waren het virtuele betaalmiddel in het spel, die aan moesten worden geschaft met echt geld of konden worden verdiend door nieuwe spelers uit te nodigen.
Hoewel de makers zelf graag de vergelijking trokken met het spel De Sims omdat het een 3D-wereld zou betreffen, werd het door spelers meestal vergeleken met Habbo Hotel en Second Life. Vooral Habbo Hotel toont een sterke overeenkomst met TAATU. Dit komt voornamelijk omdat de opzet van de besturing en chatfuncties, het virtuele betaalmiddel en de inrichting van ruimtes nagenoeg gelijk waren in beide spellen.